# (4359) Berlage
(4359) Berlage est un astéroïde de la ceinture principale.

## Description
(4359) Berlage est un astéroïde de la ceinture principale. Il fut découvert le 28 septembre 1935 à Johannesbourg par Hendrik van Gent. Il présente une orbite caractérisée par un demi-grand axe de 2,15 UA, une excentricité de 0,17 et une inclinaison de 1,1° par rapport à l'écliptique.

## Compléments